# بيريه (آن)
بيريه (بالفرنسية: Perrex)‏ هي بلدية فرنسية تقع في إقليم الآن في فرنسا. رمز إنسي لها هو:1291. أما الرمز البريدي لها فهو: 1540.